# Polana fusconotata
Polana fusconotata är en insektsart som beskrevs av Henry Fairfield Osborn 1938. Polana fusconotata ingår i släktet Polana och familjen dvärgstritar. Inga underarter finns listade i Catalogue of Life.